# كاثي باتلر
كاثي باتلر (بالإنجليزية: Kathy Butler) هي منافسة ألعاب القوى بريطانية، ولدت في 22 أكتوبر 1973 في إدنبرة في المملكة المتحدة.

## وصلات خارجية
- كاثي باتلر على موقع الاتحاد الدولي لألعاب القوى (الإنجليزية)
- كاثي باتلر على موقع أوليمبيديا (الإنجليزية)
- كاثي باتلر على موقع اللجنة الأولمبية البريطانية (الإنجليزية)
- كاثي باتلر على موقع اتحاد ألعاب الكومنولث (مؤرشف) (الإنجليزية)
- كاثي باتلر على موقع اتحاد ألعاب الكومنولث (مؤرشف) (الإنجليزية)